# Winfried Menrad
Winfried Menrad (* 10. Februar 1939 in Schwäbisch Gmünd; † 26. August 2016) war ein deutscher Politiker (CDU).
Menrad war zunächst als kaufmännischer Angestellter tätig, studierte später Wirtschaftswissenschaften und arbeitete als Diplomhandelslehrer und Studiendirektor. Bei der CDU war er einige Jahre     Vorsitzender des Kreisverbandes Schwäbisch Hall, bei der Christlich-Demokratischen Arbeitnehmerschaft    war er Bezirksvorsitzender in Nordwürttemberg, saß im Landesvorstand und war zudem stellvertretender Bundesvorsitzender. Ferner saß er im Präsidium der Europäischen Union Christlich-Demokratischer Arbeitnehmer (EUCDA) und im Kreistag. Von 1989 bis 2004 gehörte er dem Europäischen Parlament an.
Er war Mitglied der katholischen Studentenverbindung KStV Burggraf Nürnberg.